# Alberto Spektorowski
Alberto Spektorowski (Montevideo, 1952) es un politólogo uruguayo-israelí.

## Biografía
Nació en 1952 en Montevideo, aunque emigró pronto a Israel. Es profesor en la Universidad de Tel Aviv. Entre  sus obras se encuentran títulos como The Origins of Argentina's Revolution of the Right (University of Notre Dame Press, 2003), Politics of Eugenics: Productionism, Population, and National Welfare (Routledge, 2013), escrito junto a Liza Ireni-Saban, y Autoritarios y populistas. Los orígenes del fascismo en la Argentina (Lumière, 2013). Ha sido mediador del
Grupo Internacional de Contacto, involucrado en discusiones en torno al denominado «conflicto vasco».
En 2024, en el marco de la guerra de Israel-Hamás, Alberto Spektorowski fue invitado a dar dos clases en Uruguay en la Facultad de Humanidades de la Universidad de la República dentro del curso “La laicidad como problema: su historia y sus fundamentos”. El gremio estudiantil de la facultad lo acusó de "sionista apologeta del genocidio palestino". Debido a esto las autoridades universitarias decidieron suspender la participación de Spektorowski en el curso.Spektorowski respondió al gremio diciendo: "Sí, soy (sionista), estoy orgulloso de ello" y afirmando que ser sionista no tiene nada de malo. Este caso tuvo repercusión mediática y fue denunciado por un gran sector de la sociedad como un caso de antisemitismo grave. Organizaciones judías del Uruguay, entre ellas el Comité Central Israelita y la Bnei Brith, expresaron su repudio a la situación. El diputado del Partido Colorado, Felipe Schipani, solicitó en el parlamento un llamamiento de las autoridades de la Udelar para aclarar la situación y expresó su repudio a la suspensión de Spektorowski.